# Markt Erlbach
Markt Erlbach ist ein Markt im Landkreis Neustadt an der Aisch-Bad Windsheim (Mittelfranken, Bayern).

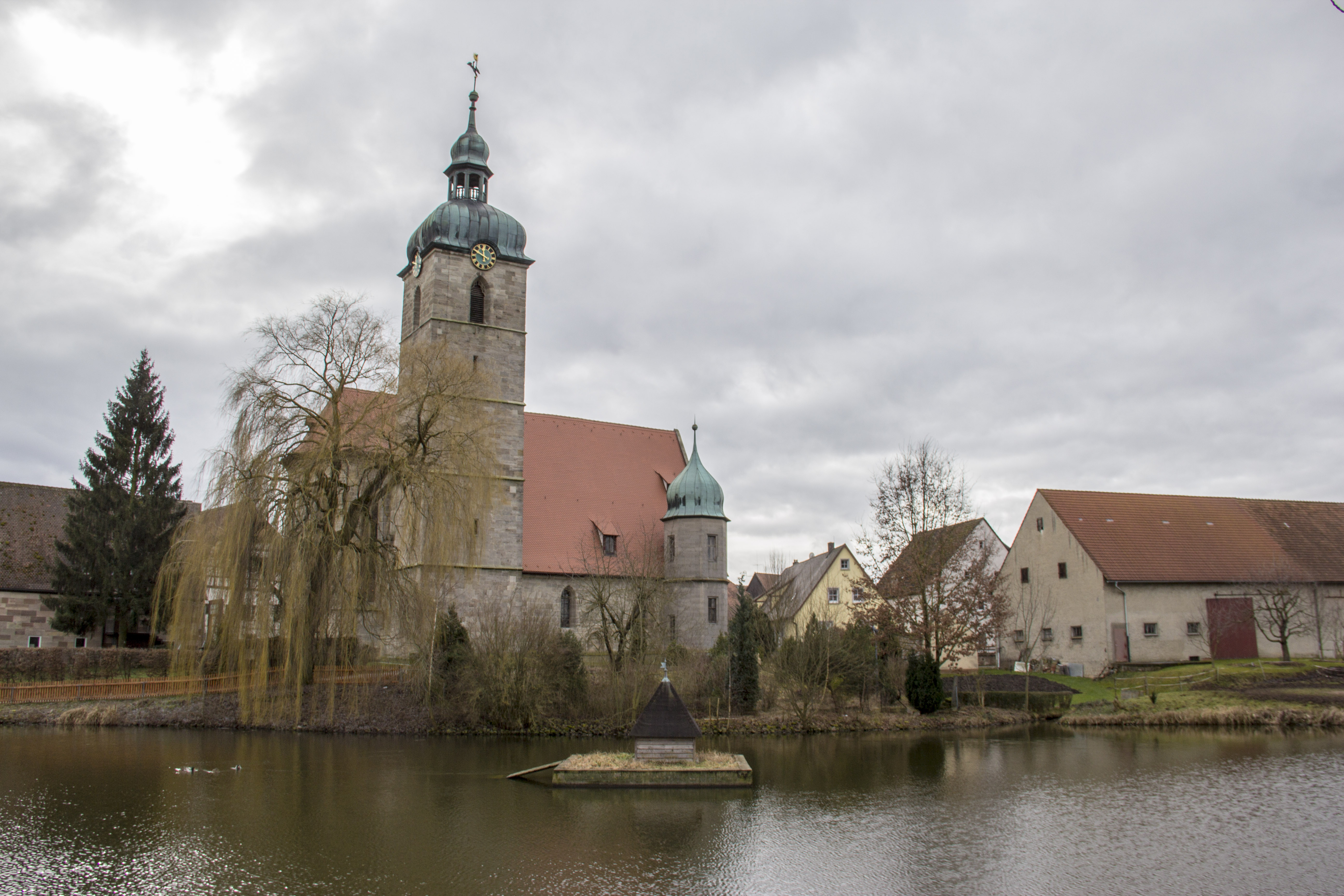
Kirche St. Kilian

## Geografie

### Geographische Lage
Markt Erlbach ist mit knapp 61 km² Gemeindefläche die fünftgrößte Gemeinde des Landkreises. Der Ort liegt auf dem Hochplateau der Frankenhöhe.

### Nachbargemeinden
Nachbargemeinden sind (von Norden beginnend im Uhrzeigersinn):
- Emskirchen
- Wilhermsdorf
- Neuhof an der Zenn
- Trautskirchen
- Bad Windsheim
- Ipsheim
- Dietersheim
- Neustadt an der Aisch

### Gemeindegliederung
Die Gemeinde hat 33 Gemeindeteile (in Klammern ist der Siedlungstyp angegeben):
- Altselingsbach (Dorf)
- Altziegenrück (Dorf)
- Blümleinsmühle (Weiler)
- Buchen (Dorf)
- Eschenbach (Dorf)
- Fallhaus (Einöde)
- Haaghof (Einöde)
- Hagenhofen (Dorf)
- Haidt (Weiler)
- Häringsmühle (Dorf)
- Holzmühle (Einöde)
- Jobstgreuth (Kirchdorf)
- Kappersberg (Dorf)
- Kemmathen (Weiler)
- Klausaurach (Dorf)
- Knochenhof (Einöde)
- Kotzenaurach (Dorf)
- Linden (Pfarrdorf)
- Losaurach (Dorf)
- Markt Erlbach (Hauptort)
- Mettelaurach (Dorf)
- Mittelmühle (Einöde)
- Morbach (Weiler)
- Mosbach (Dorf)
- Oberulsenbach (Dorf)
- Pilsenmühle (Einöde)
- Rimbach (Dorf)
- Röschenmühle (Einöde)
- Siedelbach (Dorf)
- Waldhaus (Einöde)
- Wasserhaus (Einöde)
- Wilhelmsgreuth (Dorf)
- Ziegelhütte (Einöde)

Der Weiler Mosbacher Mühle zählt zum Gemeindeteil Mosbach.
Es gibt auf dem Gemeindegebiet die Gemarkungen Altselingsbach, Buchen, Eschenbach, Jobstgreuth, Klausaurach, Kotzenaurach, Losaurach, Markt Erlbach und Siedelbach. Die Gemarkung Markt Erlbach hat eine Fläche von 7,402 km². Sie ist in 2325 Flurstücke aufgeteilt, die eine durchschnittliche Fläche von 3183,50 m² haben. In ihr liegt neben dem namensgebenden Ort der Gemeindeteil Fallhaus.

### Klima
Durch ihre Lage in Mitteleuropa befindet sich die Gemeinde Markt Erlbach in der kühlgemäßigten Klimazone. Dabei liegt der Ort im Übergangsbereich zwischen dem feuchten atlantischen und dem trockenen Kontinentalklima.
|                       | Jan  | Feb  | Mär  | Apr  | Mai  | Jun  | Jul  | Aug | Sep  | Okt  | Nov  | Dez  |   |       |
| Mittl. Tagesmax. (°C) | 2    | 4    | 9    | 14   | 19   | 22   | 24   | 24  | 19   | 14   | 7    | 3    | ⌀ | 13,5  |
| Mittl. Tagesmin. (°C) | −2   | −1   | 1    | 4    | 8    | 11   | 13   | 13  | 10   | 6    | 2    | −1   | ⌀ | 5,4   |
|                       |      |      |      |      |      |      |      |     |      |      |      |      |   |       |
| Niederschlag (mm)     | 29,5 | 27,5 | 35,0 | 30,0 | 33,7 | 50,8 | 56,7 | 40  | 37,5 | 41,3 | 37,4 | 35,5 | Σ | 454,9 |

| −2 |

| −1 |

| 1 |

| 4 |

| 8 |

| 11 |

| 13 |

| 13 |

| 10 |

| 6 |

| 2 |

| −1 |

| −2 |

| −1 |

| 1 |

| 4 |

| 8 |

| 11 |

| 13 |

| 13 |

| 10 |

| 6 |

| 2 |

| −1 |

| N i e d e r s c h l a g | 29,5 | 27,5 | 35,0 | 30,0 | 33,7 | 50,8 | 56,7 | 40  | 37,5 | 41,3 | 37,4 | 35,5 |
|                         | Jan  | Feb  | Mär  | Apr  | Mai  | Jun  | Jul  | Aug | Sep  | Okt  | Nov  | Dez  |

## Geschichte
Der Ort wurde 1132 als „Erlehe“ erstmals schriftlich erwähnt. Die ehemalige Königshube hatte sich bereits vor 800 vom Königshof Riedfeld gelöst. Der Ortsname leitet sich von einem gleichnamigen Flurnamen ab. Er besteht aus Erle mit dem Kollektivsuffix –(e)he und bedeutet Erlengehölz. Der ursprüngliche Ortsname wurde 1169 als „Erlahe“ letztmals belegt. Bereits 1136 wurde der Ort „Erlebach“ genannt, d. h. mit Bezug auf den Bach. Seit 1350 ist die Form „Markterlbach“ belegt. Im Jahr 1911 wurde der Gemeindename amtlich von Erlbach in Markt Erlbach geändert.
Aufgefundene Hügelgräber um Markt Erlbach weisen auf eine viel frühere Besiedelung hin. Eine frühe Kirchengründung, von der viele Filialkirchen ausgingen, und die Lage an der Heerstraße zwischen den Reichsstädten Nürnberg, Bad Windsheim und Rothenburg ob der Tauber führten Markt Erlbach durch eine wechselvolle Geschichte, waren aber auch die Voraussetzung für die Entwicklung zu einem Schwerpunkt für Handwerk, Handel und Gerichtsbarkeit. Die erste urkundliche Erwähnung geht auf einen Stiftungsbrief über das Kloster Heilsbronn von 1132 zurück. 1144 wurde bereits von einer Kirche Erlbach gesprochen, die einer Überlieferung nach bereits im Jahr 750 durch Burkard, Würzburgs ersten Bischof, geweiht worden sein soll und vor 815 durch den Abt Ratger von Fulda, zu dessen Einflussbereich Erlbach gehörte, durch einen Neubau ersetzt wurde. Seit 1282 wurde Erlbach durch die Burggrafen von Nürnberg regiert, die es vom Vicedomsitz Neustadt aus verwalteten. Im Jahre 1384 wurde Erlbach als „oppidum“, befestigter Ort, bezeichnet und führte im Siegel das hohenzollerische Wappen (Brackenkopf auf dem schwarz-weißen Schild). Siehe hierzu auch die Darstellung im Kirchenfenster der Kilianskirche von 1380. Während der Zeit der Stammesherzogtümer lag der Ort im Herzogtum Franken.
Mit dem Ortspfarrer Hans Röschlein und unter dem Kirchenpatronat von (Kloster) Heilsbronn, dessen Prior und späterer Abt Johann Schopper dem Ansbacher Visitationsausschuss angehörte, wurde die Reformation in Markt Erlbach durchgeführt. Der dort geborene Reformator Caspar Löner dürfte im Dekanatsbezirk seinen Einfluss geltend gemacht haben.
Nach den Verwüstungen des Dreißigjährigen Krieges, vor allem ab Herbst 1631 durch marodierende Söldner, siedelten sich in Markt Erlbach und Umgebung zahlreiche österreichische Glaubensvertriebene an, die den wirtschaftlichen Wiederaufstieg unterstützten.
Gegen Ende des 18. Jahrhunderts gab es in Markt Erlbach 101 Anwesen. Das Hochgericht übte das brandenburg-bayreuthische Stadtvogteiamt Markt Erlbach aus. Die Dorf- und Gemeindeherrschaft hatte der Rat Markt Erlbach. Alle Anwesen hatten das Fürstentum Bayreuth als Grundherrn (Stadtvogteiamt Markt Erlbach: 73, Rat Markt Erlbach: 10, Kastenamt Markt Erlbach: 4 Kastenamt Neuhof: 14).
Von 1797 bis 1810 unterstand der Ort dem Justizamt Markt Erlbach und Kammeramt Neuhof. Markt Erlbach gehört seit dem Pariser Vertrag von 1810 zu Bayern. Im Rahmen des Gemeindeedikts wurde 1811 der Steuerdistrikt Markt Erlbach gebildet, zu dem Altziegenrück, Blümleinsmühle, Eschenbach, Haidt, Häringsmühle, Kemmathen, Mittelmühle, Siedelbach, Unterulsenbach und Wolfsmühle gehörten. 1813 entstand die Munizipalgemeinde Markt Erlbach, zu der Altziegenrück, Blümleinsmühle, Haidt und Kemmathen gehörten. Sie war in Verwaltung und Gerichtsbarkeit dem Landgericht Markt Erlbach zugeordnet und in der Finanzverwaltung dem Rentamt Ipsheim. Mit dem Zweiten Gemeindeedikt (1818) wurden Altziegenrück, Blümleinsmühle, Haidt und Kemmathen nach Eschenbach umgemeindet. Ab 1862 gehörte Markt Erlbach zum Bezirksamt Neustadt an der Aisch (1939 in Landkreis Neustadt an der Aisch umbenannt) und ab 1856 zum Rentamt Markt-Erlbach (1919–1929: Finanzamt Markt-Erlbach, 1929–1972: Finanzamt Fürth, seit 1972: Finanzamt Uffenheim). Die Gerichtsbarkeit blieb beim Landgericht Markt Erlbach (1879 in Amtsgericht Markt Erlbach umbenannt), von 1959 bis 1972 war das Amtsgericht Fürth zuständig, seitdem ist es das Amtsgericht Neustadt an der Aisch. Die Gemeinde hatte 1964 eine Gebietsfläche von 7,216 km².
Wie in Neustadt an der Aisch wurde auch in Markt Erlbach 1861 ein Turnverein angemeldet.

### Eingemeindungen
Am 1. Juni 1968 wurden die Gemeinden Buchen und Kotzenaurach eingegliedert. Am 1. Januar 1970 kamen Losaurach und Teile von Altselingsbach hinzu. Eschenbach, Jobstgreuth, das im Jahr 1875 von Clausaurach umbenannte Klausaurach, Siedelbach und Teile von Buchklingen folgten am 1. Januar 1972. Linden kam schließlich am 1. Januar 1978 hinzu.

### Einwohnerentwicklung
Gemeinde Markt Erlbach
| Jahr      | 1970   | 1987   | 2005 | 2007   | 2008   | 2009   | 2010   | 2011   | 2012   | 2013   | 2014   | 2015   | 2016   | 2017   |
| Einwohner | 3297   | 4269   | 5747 | 5688   | 5611   | 5616   | 5517   | 5460   | 5500   | 5511   | 5564   | 5620   | 5588   | 5688   |
| Häuser    |        | 1145   |      |        |        |        |        |        |        | 1598   | 1603   | 1617   | 1636   | 1645   |
| Quelle    | [ 23 ] | [ 24 ] |      | [ 25 ] | [ 25 ] | [ 25 ] | [ 25 ] | [ 25 ] | [ 25 ] | [ 25 ] | [ 25 ] | [ 25 ] | [ 25 ] | [ 25 ] |

Ort Markt Erlbach (= Gemeinde Markt Erlbach bis zur Gebietsreform)
| Jahr      | 1818   | 1840   | 1852   | 1855   | 1861   | 1867   | 1871   | 1875   | 1880   | 1885   | 1890   | 1895   | 1900   | 1905   | 1910   | 1919   | 1925   | 1933   | 1939   | 1946   | 1950   | 1952   | 1961   | 1970   | 1987   | 2017   |
| Einwohner | 966    | 1238   | 1171   | 1158   | 1221   | 1244   | 1264   | 1244   | 1356   | 1265   | 1124   | 1135   | 1094   | 1138   | 1150   | 1092   | 1091   | 1071   | 1059   | 1651   | 1774   | 1775   | 1841   | 1927   | 2294   | 3585   |
| Häuser    | 125    | 139    | 143    |        |        |        | 162    |        |        | 176    | 168    |        | 172    |        |        |        | 193    |        |        |        | 252    |        | 303    |        | 599    |        |
| Quelle    | [ 26 ] | [ 27 ] | [ 28 ] | [ 29 ] | [ 30 ] | [ 31 ] | [ 32 ] | [ 33 ] | [ 34 ] | [ 35 ] | [ 36 ] | [ 29 ] | [ 37 ] | [ 29 ] | [ 38 ] | [ 29 ] | [ 39 ] | [ 29 ] | [ 29 ] | [ 29 ] | [ 40 ] | [ 29 ] | [ 19 ] | [ 23 ] | [ 24 ] | [ 41 ] |

## Politik

### Marktgemeinderat
Sitzverteilungen im Marktgemeinderat seit 2002:
|      | CSU | SPD | Freie Wählerliste | Bürgerblock/Die unabhängigen Demokraten | Gesamt   |
| 2020 | 8   | 4   | 8                 | –                                       | 20 Sitze |
| 2014 | 7   | 5   | 5                 | 3                                       | 20 Sitze |
| 2008 | 7   | 4   | 5                 | 4                                       | 20 Sitze |
| 2002 | 9   | 4   | 3                 | 4                                       | 20 Sitze |

### Wappen und Flagge
Wappen
| Wappen von Markt Erlbach | Blasonierung: „In Blau mit von Rot und Silber gestücktem Schildbord ein gelehnter, von Silber und Schwarz gevierter Schild, darauf ein silberner Kübelhelm; Helmzier ein goldener Brackenkopf mit roter Zunge und rotem Ohr, der unten zu einer goldenen Helmdecke ausgezogen ist.“ |
| Wappen von Markt Erlbach | Wappenbegründung: Der Schildbord ist dem Löwenwappen der Burggrafen von Nürnberg entnommen, das in einem Kirchenfenster der Pfarrkirche aus der Zeit um 1380 abgebildet ist. Markt Erlbach führt seit dem 14. Jahrhundert ein Wappen, seit 1963 in der heutigen Gestalt.            |

Flagge
Die Gemeindeflagge ist schwarz-weiß.

### Raumordnung
Die Gemeinde Markt Erlbach ist Mitglied der 2009 gegründeten Kommunalen Allianz Aurach-Zenn, das ein Integriertes ländliches Entwicklungskonzept ist und mit den benachbarten Allianzen NorA und Kernfranken die Lokale Aktionsgruppe Rangau bildet.

## Kultur und Sehenswürdigkeiten

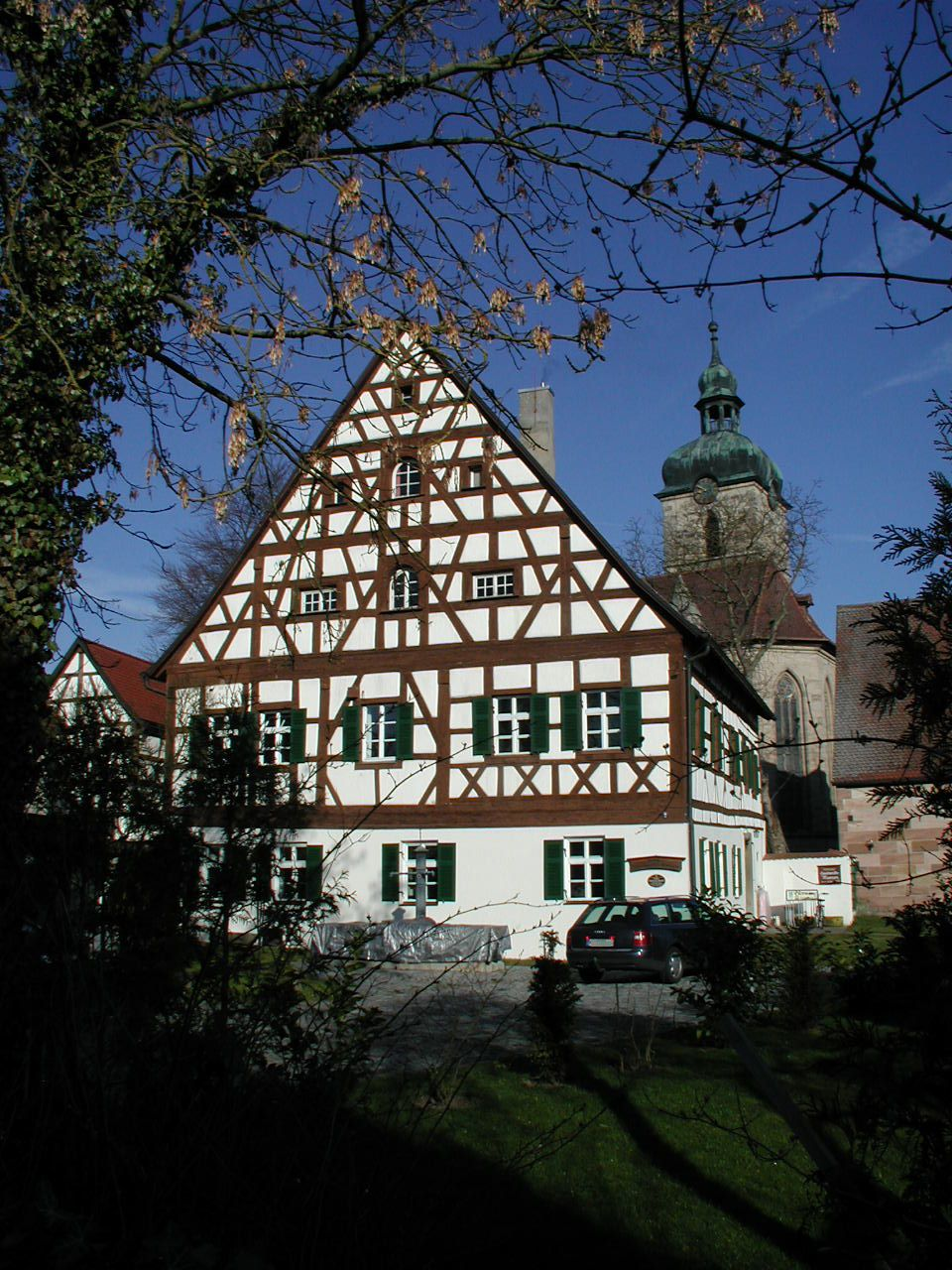
Rangau-Handwerkermuseum

- Weeth
- Rangau-Handwerker-Museum
- Bürgerhaus zum Löwen
- Schmetterlingsbrunnen

## Baudenkmäler

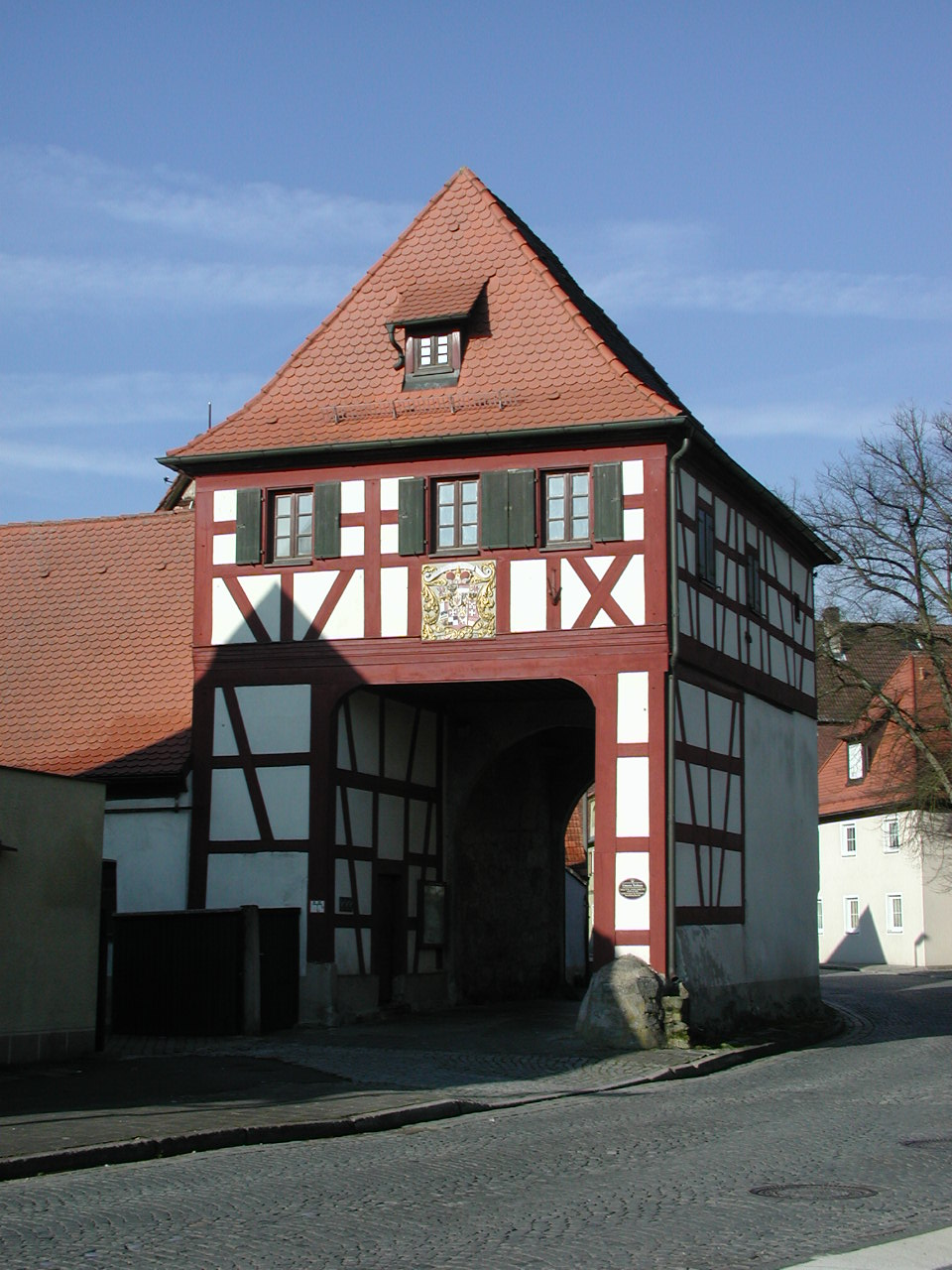
Torhaus Markt Erlbach

- Kirche St. Kilian (siehe: Kanzel (Markt Erlbach))
- Pfarrkirche St. Leonhard (Gemeindeteil Linden)
- Kirche St. Jobst (Gemeindeteil Jobstgreuth)
- Altes Rathaus
- Altes Schießhaus von 1689
- Marktplatz

## Verkehr
Die Staatsstraße 2252 führt nach Lenkersheim zur Bundesstraße 470 (14 km westlich) bzw. nach Wilhermsdorf (5 km südöstlich) und weiter zu einer Anschlussstelle der Bundesstraße 8. Die Staatsstraße 2255 führt über Neuziegenrück nach Neuhof an der Zenn (4,5 km südlich) bzw. über Schellert nach Neustadt an der Aisch zur B 8 (10 km nördlich). Die Staatsstraße 2244 führt über Neidhardswinden und Neuschauerberg nach Emskirchen zur B 8 (8,5 km nordöstlich). Gemeindeverbindungsstraßen führen nach Unterulsenbach (3 km östlich), nach Knochenhof (1,5 km nördlich) und nach Hagenhofen (1,6 km westlich). Ein Anliegerweg führt nach Fallhaus (0,7 km nordwestlich).
In der ersten Hälfte der 1880er Jahre wurde Markt Erlbach mit dem Postbuslinien Ansbach – Dietenhofen – Markt Erlbach an die Bahnstrecke Nürnberg–Crailsheim angeschlossen. Mit dem Bau der Verlängerung der Zenngrundbahn von Wilhermsdorf nach Markt Erlbach wurde im Januar 1902 begonnen. Die Strecke wurde am 5. Dezember 1902 eröffnet. Markt Erlbach ist seitdem Endbahnhof, eine weitere Haltestelle befindet sich im Ortsteil Eschenbach.
Ein weiteres Angebot ist die Buslinie 129 der Omnibusverkehr Franken von Dietenhofen nach Neustadt an der Aisch.
Durch Markt Erlbach führen die Fernwanderwege Burggrafenweg und Roter Tropfen.

## Persönlichkeiten

### Söhne und Töchter der Gemeinde
- Caspar Löner (1493–1546), Kirchenliedkomponist, evangelischer Theologe und Reformator
- Johann Lorenz Kreul  (1764–1840), Porträtmaler, Genremaler und Silhouettenschneider
- Jakob Trapp (1895–1986), Geiger, Komponist, Gründer und Leiter des Trapp’schen Konservatoriums in München
- Raimund Swoboda (* 1950), Polizeibeamter und Politiker (fraktionslos)

### Persönlichkeiten, die im Ort gewirkt haben
- Abdias Trew (1597–1669), evangelischer Theologe, Mathematiker und Astronom
- Samuel Wilhelm Oetter (1720–1792), Heraldiker und Hofpfalzgraf
- Hans M. Schmidt (* 1936), Kunsthistoriker
- Marco Wittmann (* 1989), Motorsportler, DTM-Fahrer